# Мончево
Мончево (пол. Mączewo) — село в Польщі, у гміні Стшеґово Млавського повіту Мазовецького воєводства.
Населення — 79 осіб (2011).
У 1975-1998 роках село належало до Цехановського воєводства.

## Демографія
Демографічна структура станом на 31 березня 2011 року:
|          | Загалом | Допрацездатний вік | Працездатний вік | Постпрацездатний вік |
| -------- | ------- | ------------------ | ---------------- | -------------------- |
| Чоловіки | 40      | 9                  | 24               | 7                    |
| Жінки    | 39      | 13                 | 16               | 10                   |
| Разом    | 79      | 22                 | 40               | 17                   |